# Конрад IV (Ритберг)
Конрад IV фон Ритберг (на немски: Konrad IV von Rietberg; * ок. 1371; † 21 юни 1428) е от 1389 до 1428 г. граф на Графство Ритберг.

## Биография
Той е син на граф Ото II († 1389) и съпругата му Аделхайд фон Липе († ок. 1394), дъщеря на Ото фон Липе († ок. 1360). Внук е на граф Конрад III. Брат е на Ото († 1406), епископ на Минден от 1403 г.
След смъртта на баща му през 1389 г. Конрад IV става граф на Ритберг. Конрад умира на 21 юни 1428 г. Той е погребан в гробницата на графовете на Ритберг в манастир Мариенфелд. Той има със съпругата си Ирмгард общ гробен камък.

## Фамилия
Конрад IV се жени на 24 април 1399 г. за Ирмгард/Ермегардис фон Дипхолц († 24 март 1426), дъщеря на Йохан II фон Дипхолц († 1422) и Кунигунда фон Олденбург. Те имат три деца:
- Конрад V (* ок. 1401; † 31 октомври 1472), граф на Ритберг 1428 – 1472, женен на 24 юни 1450 г. за графиня Якоба фон Нойенар (* 1426; † 23 февруари 1492)
- Йохан, споменнат 1415 – 1452
- Аделхайд († 25 декември 1459), омъжена за граф Ото V фон Хоя (* ок. 1410; † 1455).

Според някои източници Конрад IV е женен и за Беатрикс фон Бронкхорст († 1392).